# جون بارث (سياسي)
جون بارث (بالإنجليزية: John Barth)‏ هو سياسي أمريكي، ولد في 1826. حزبياً، نشط في الحزب الديمقراطي. وقد انتخب عضو جمعية ولاية ويسكونسن.